# Wiedomosti
Wiedomosti (ros. Ведомости) – rosyjski dziennik ekonomiczno-biznesowy, wydawany od 1999 roku.
Właścicielem tytułu jest spółka typu joint venture utworzona przez Dow Jones & Company, dziennik „Financial Times” i grupę medialną Sanoma, wydawców gazety „The Moscow Times”. Tytuł wchodzi w skład koncernu News Corporation, będącego własnością potentata medialnego, Ruperta Murdocha.
Gazeta posiada rozbudowane zaplecze reporterskie: dla „Wiedomosti” na terytorium Federacji Rosyjskiej pracuje ponad 100 reporterów. Tytuł wykorzystuje międzynarodowe sieci reporterskie gazet „Financial Times” i „The Wall Street Journal”.
Gazeta drukowana jest po części na papierze w kolorze łososiowym, nawiązując tym samym do jednego z pierwowzorów – brytyjskiego „Financial Times”.
Siedziba pisma znajduje się w Moskwie.